# Maid Halilović
Maid Halilović (* 1. Mai 1976 in Tojšići bei Kalesija) ist ein bosnischer Turbo-Folksänger. Halilović veröffentlichte seit Beginn seiner Karriere zahlreiche Lieder und Alben.

## Leben und Werk
Maid Halilović kam 1976 in Tojšići, einem kleinen Ort in der Nähe der bosnischen Stadt Kalesija, zur Welt, wo er auch seine Kindheit verbrachte. In seiner Jugend verließ Halilović seine Heimat Bosnien und zog nach Schweden, wo er bis heute lebt.

## Musik
Maid Halilović widmet seine Lieder in den meisten Fällen seiner Heimat Bosnien. Die Region Podrinje, wo sich sein Heimatort Tojšići befindet, ist auch des Öfteren Thema in seinen Liedern. Seine erfolgreichsten Lieder sind Puste Pare Proklete aus dem Jahr 2012 und Otišao Babo aus dem Jahr 2015.
Halilović gibt meistens Konzerte in Bosnien. In Ländern, in denen zahlreiche Bosniaken leben, beispielsweise Deutschland, Österreich oder der Schweiz, ebenso. Zusätzlich tritt er auch im bosnischen Fernsehen auf.

## Diskografie
- 2012: Puste Pare Proklete
- 2015: Braniš mi ta te ljubim
- 2015: Dusmani
- 2015: Tudjina
- 2015: Nikad ne reci nikad
- 2015: Izmedju ljubavi i mrznje
- 2015: Otišao Babo
- 2015: Majka
- 2015: Babo
- 2015: Uspomene
- 2015: Podrinje

| Personendaten    | Personendaten                    |
| ---------------- | -------------------------------- |
| NAME             | Halilović, Maid                  |
| ALTERNATIVNAMEN  | Halilovic, Maid                  |
| KURZBESCHREIBUNG | bosnischer Turbo-Folksänger      |
| GEBURTSDATUM     | 1. Mai 1976                      |
| GEBURTSORT       | Tojšići, Bosnien und Herzegowina |